# Batanga jezik
Batanga jezik (ISO 639-3: bnm; bano’o, banoho, banoo, noho, nohu, noku), atlantsko-kongoanski jezik uže sjeverozapadne bantu skupine u zoni A, kojim govori oko 15 000 ljudi, 9 000 u Ekvatorijalnoj Gvineji (Johnstone and Mandryk 2001) i 6 000 u Kamerunu (1982 SIL).
Batanga se ne smije brkati s istoimenim dijalektom jezika oroko [bdu] i istoimenim dijalektom jezika caka [ckx].
Dijalekti bano’o (banoo, banaka, banoko) i bapuku (Puku, Naka, Bapuu) kojim govore pripadnici plemena Puku, jednog od obalnih naroda skupine Ndowe. Latinično pismo.

## Vanjske poveznice
- Ethnologue (14th)
- Ethnologue (15th)